# Малу Алб (Валча)
Малу Алб (рум. Malu Alb) насеље је у Румунији у округу Валча у општини Бужорени. Oпштина се налази на надморској висини од 250 m.

## Становништво
Према подацима из 2002. године у насељу је живело 112 становника, од којих су сви румунске националности.